# Rise of the Kasai
Rise of the Kasai est un jeu vidéo d'action-aventure développé par BottleRocket Entertainment et édité par Sony Computer Entertainment, sorti en 2005 sur PlayStation 2 et en 2016 sur PlayStation 4.
Il fait suite à The Mark of Kri.

## Accueil
- GameSpot : 6,8/10[1]